# Dassault Mirage

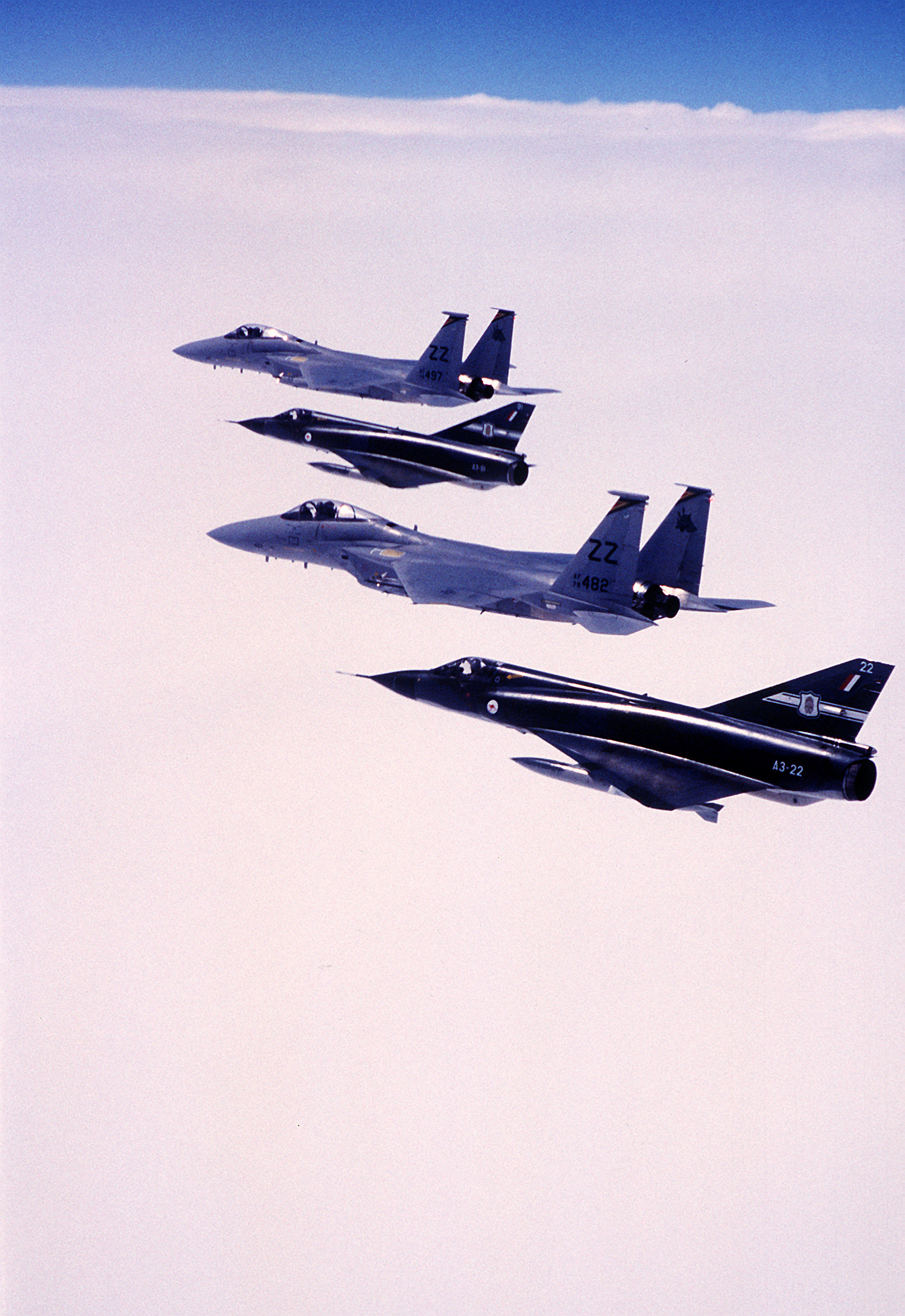
Zwei Mirage III der australischen Luftwaffe im Formationsflug mit zwei F-15A Eagle der USAF im Rahmen der Übung „Coral Sea '85“

Mirage (französisch für Fata Morgana, Luftspiegelung) ist der Name verschiedener Militärflugzeuge des französischen Flugzeugherstellers Dassault Aviation, die ab 1961 in Dienst gestellt wurden.

## Versionen

### Mirage III

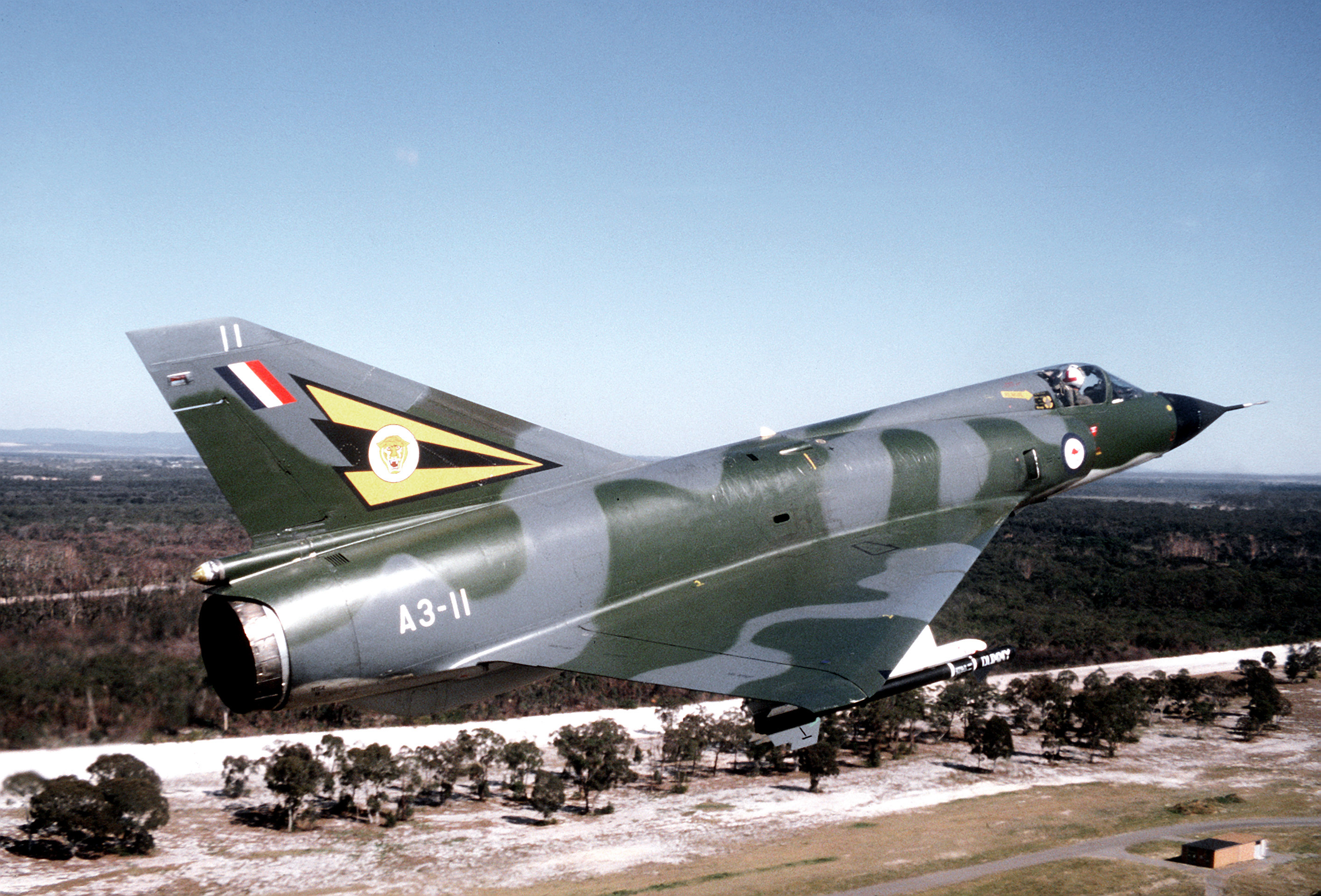
Mirage III E der australischen Luftwaffe

Diese auch als klassische Mirage bezeichnete Variante wurde in 32 Untervarianten gebaut und erfüllt heute noch wichtige Aufgaben als Abfangjäger und Mehrzweckkampfflugzeug.
Technische Daten Mirage III C
- Typ: einsitziger Allwetter-Abfangjäger
- Antrieb: ein Turbojet-Triebwerk SNECMA Atar 09B-3 mit 5979 kp (58,66 kN) Schub, mit Nachbrenner
- Flugleistung: Höchstgeschwindigkeit 2400 km/h oder Mach 2,2; Reichweite 1200 km (648 NM)
- Abmessungen: Spannweite 8,22 m (26,969 ft); Länge 14,80 m (48,556 ft); Höhe 4,300 m (14,108 ft)
- Flügelfläche: 34,8 m² (374,587 sqft)
- Masse: leer: 6240 kg (13.759,2 lbs); max. Startmasse 11.500 kg (25.357,5 lbs)
- Gipfelhöhe: 18.000 m (59.055 ft)
- Steigleistung: max. 66,00 m/s (12.992,13 ft/min)
- Flächenbelastung: 330,00 kg/m² (67,65 lbs/ft2)
- Bewaffnung: zwei 30-mm-Kanonen DEFA 552 und zwei AIM9-Sidewinder-Luft-Luft-Raketen sowie eine Matra R.530 waren möglich, zusätzlich 1800 kg Bombenlast.

Nutzer: Abu Dhabi, Argentinien, Australien, Brasilien, Frankreich, Israel, Libanon, Pakistan, Schweiz (bis 2003), Spanien, Südafrika, Venezuela

### Mirage 5

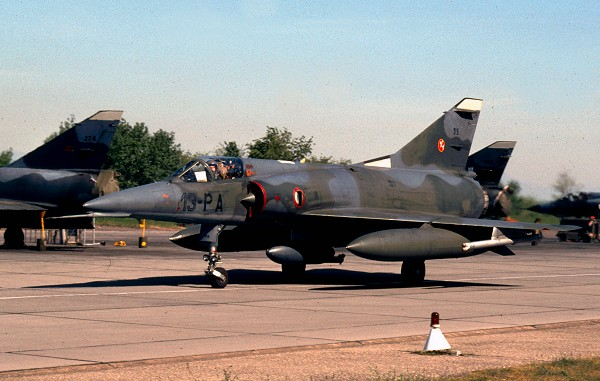
Mirage 5F

Mitte der 1960er-Jahre entwickelte Dassault auf Ersuchen Israels eine vereinfachte Mirage III für den Erdkampf bei Tageslicht. Es entstand die Grundausführung der Mirage 5, bei der auf eine Radarausrüstung verzichtet wurde. Aus politischen Gründen wurden die Maschinen jedoch nicht an Israel ausgeliefert, sondern von der französischen Luftwaffe übernommen. Die Firma Israel Aerospace Industries (IAI) entwickelte in der Folge das Mirage-Derivat Nesher, das später die Grundlage für den Jagdbomber Kfir bildete.
Die fortschreitende Miniaturisierung elektronischer Bauteile erlaubte später den nachträglichen Einbau von Radargeräten, was die Mirage 5 zum voll funktionstüchtigen Allwetterkampfflugzeug machte. Die in Frankreich eingesetzten Mirage 5 verfügten allerdings nur über ein einfaches EMD-AIDA-Entfernungsmessradar. Einige Exportmaschinen wurden hingegen auch mit dem Cyrano-II-Radar ausgeliefert.
Die Mirage 50 ist eine Mirage-5-Version mit einem stärkeren Atar 9K-50. Derselbe Antrieb wird auch für die Varianten Mirage 3NG und die Mirage 50M verwendet. Diese beiden Typen verfügen außerdem über eine Reihe ausgeklügelter elektronischer und aerodynamischer Spezialentwicklungen wie etwa starre Entenvorflügel.
Nutzer: Abu Dhabi, Ägypten, Belgien, Chile, Frankreich, Gabun, Kolumbien, Libyen, Pakistan, Peru, Venezuela, Demokratische Republik Kongo

### Mirage IV

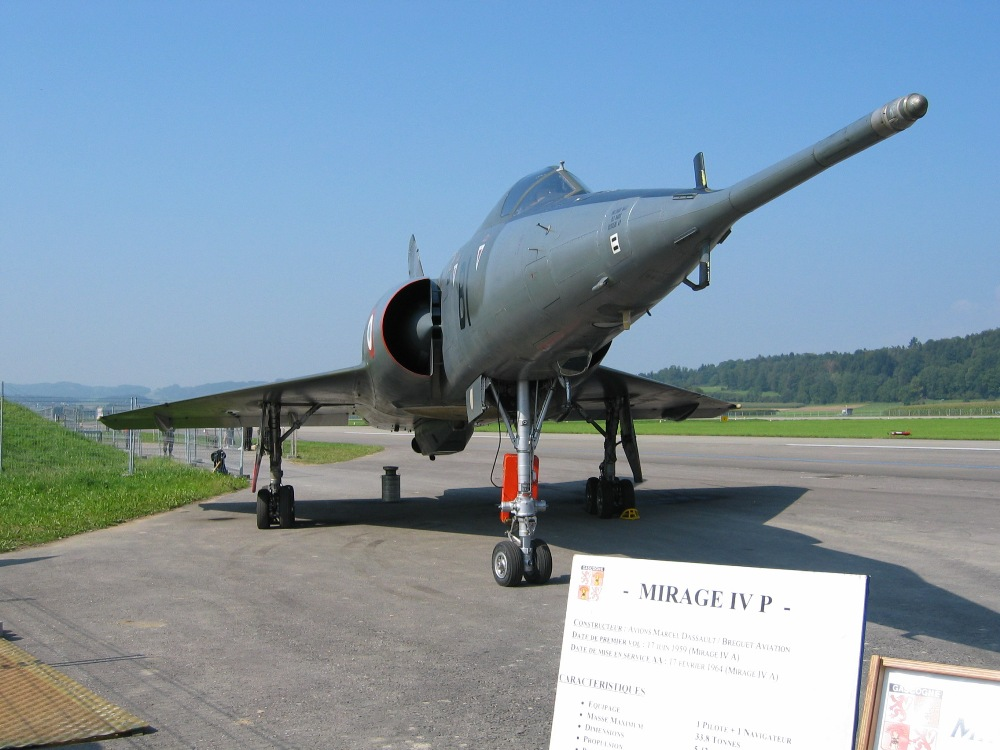
Mirage IV der französischen Luftwaffe, Militärflugplatz Payerne, 2004

Etwa gleichzeitig mit der Mirage III wurde die gut eineinhalb mal so lange Mirage IV für die französische Atomstreitmacht entwickelt und 1964 in Dienst gestellt.
Technische Daten
- Typ: zweisitziger strategischer Bomber
- Antrieb: zwei Turbojet-Triebwerke SNECMA Atar 9K mit je 7000 kp Schub
- Flugleistung: Höchstgeschwindigkeit 2340 km/h; Dienstgipfelhöhe 20.000 m; Reichweite 1240 km
- Abmessungen: Spannweite 11,98 m; Länge 23,5 m; Höhe 5,4 m
- Masse: leer: 14.500 kg; beladen: 33.475 kg
- Bewaffnung: eine Nuklearbombe CEA AN-22 mit 60 Kilotonnen Sprengkraft oder Außenlasten bis zu 7257 kg an Stationen

Nutzer: Frankreich

### Mirage F1
Die Mirage F1 ist eine Weiterentwicklung der Mirage III mit gepfeilten statt Deltaflügeln und separatem Heckleitwerk. Die ersten Einheiten gingen 1973 in Dienst. Zahlreiche Maschinen wurden später auch ins Ausland exportiert. Das Modell verfügt über eine Zweikanal-Fly-by-Wire-Steuerung für alle drei Achsen mit zusätzlichem mechanischen Backup und automatischer Sicherheitsüberprüfung.
Technische Daten
- Typ: ein einsitziger Jagdflieger
- Antrieb: ein SNECMA-Atar-9K50-Triebwerk mit 70,21 kN Schub
- Flugleistung: Höchstgeschwindigkeit (Meereshöhe): 1450 km/h; Höchstgeschwindigkeit (12.000 m): 2350 km/h; Max. Steiggeschwindigkeit (Bodennähe): 213 m/s; Reichweite: 1290 km; Max. Flughöhe: 20.000 m
- Abmessungen: Länge: 15,23 m; Spannweite: 8,44 m (mit Magic-Raketen an den Tragflächenenden 9,32 m); Höhe: 4,50 m; Flügelfläche: 25,0 m²
- Masse: Leermasse: 7450 kg; max. Startmasse: 16.200 kg
- Bewaffnung: zwei 30-mm-DEFA533-Kanonen mit je 125 Schuss und bis 4000 kg weitere Waffen an Flügelstationen und unter dem Rumpf

Nutzer: Frankreich, Ecuador, Griechenland, Irak, Iran, Jordanien, Kuwait, Libyen, Marokko, Katar, Spanien, Südafrika.

### Mirage G
Diese Gruppe umfasste vier atomwaffentaugliche Prototypen von Mehrzweckkampfflugzeugen mit Schwenkflügeln.

### Mirage 2000

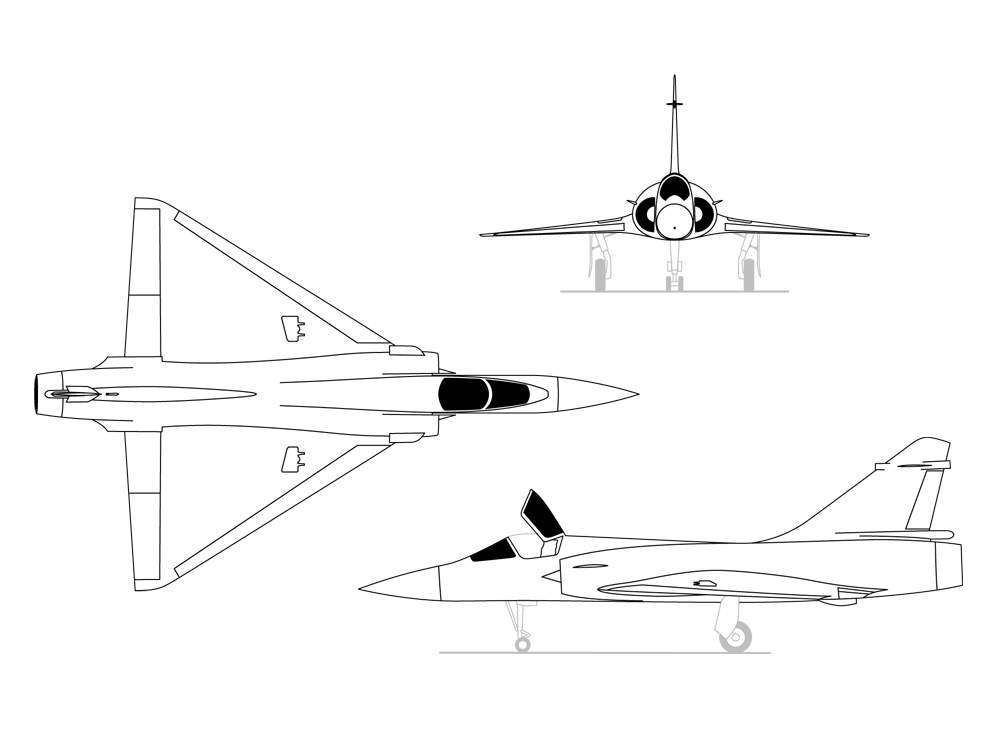
Dreiseitenansicht

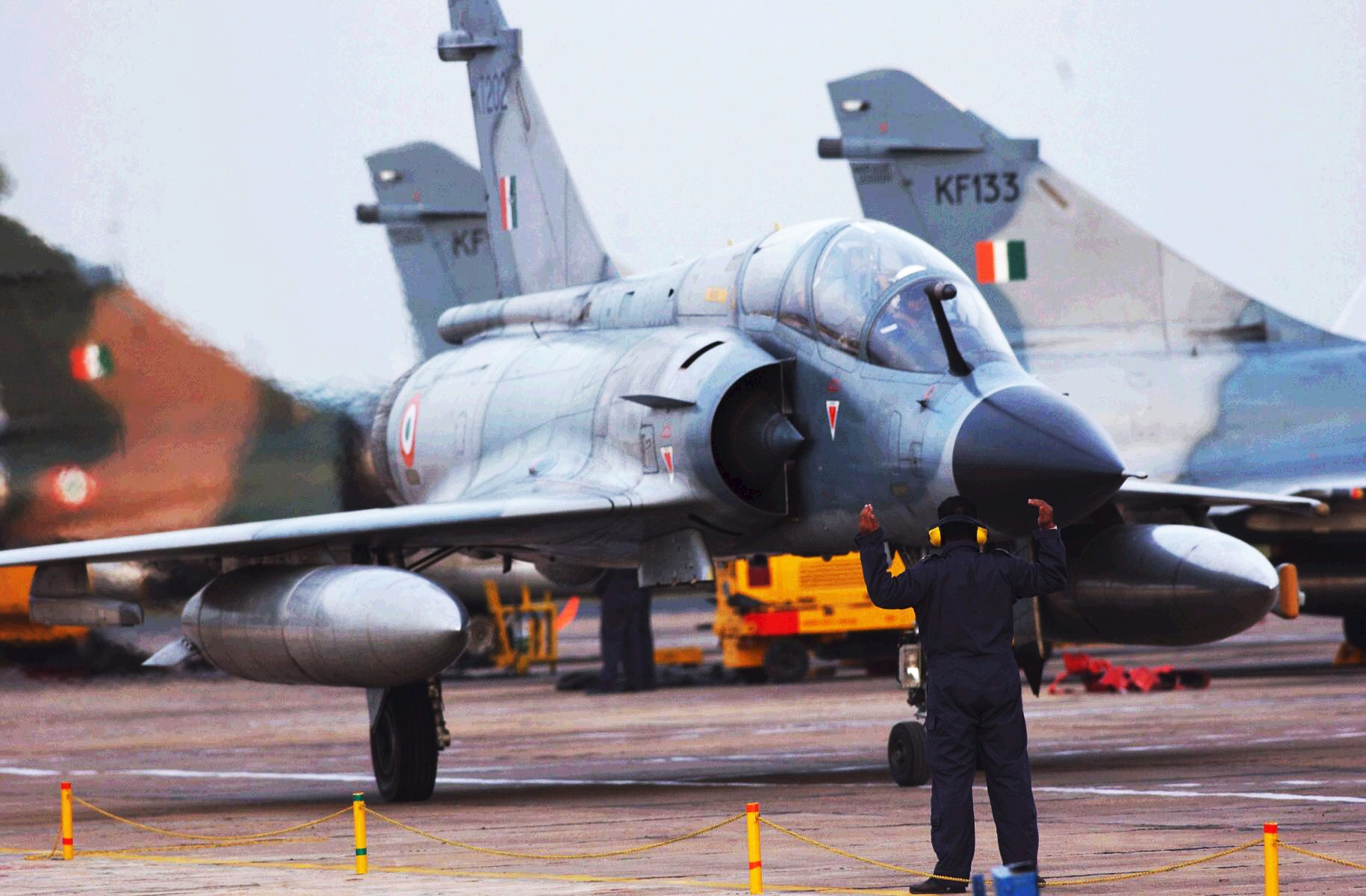
Eine indische Mirage 2000

Die Mirage 2000 ist als Nachfolger der Mirage III und der Mirage 5 zu sehen. Sie besitzt variabel gewölbte Deltatragflächen, um ihre Höchstgeschwindigkeit auf Mach 2,35 zu steigern. Der Prototyp flog erstmals am 10. März 1978, das erste Serienflugzeug Mitte 1982. Im selben Jahr wurden auch die ersten Exportaufträge (von Ägypten und Indien) erteilt. Das Modell wurde vor allem für hohe Abfanggeschwindigkeiten ausgelegt und erreicht Mach 2 in 15.000 Metern Höhe vier Minuten nach dem Start.
Die Mirage 2000 verfügt zwar nicht über die Manövrierfähigkeit der F-16, aber die heckflossenlose Deltakonfiguration macht sie zur Meisterin der Hochgeschwindigkeitsjäger in großen Höhen.
Mit so fortgeschrittenen Systemen wie vierfach redundanter fly-by-wire-Steuerung und aerodynamischer Instabilität gilt die Mirage 2000 als gutes Luftkampf-Flugzeug. Der Pilot kann nötigenfalls bis auf 13,5 g „hochziehen“, ohne die Mirage zu beschädigen. Ihre Beschleunigung ist exzellent und sie kann bei hohen Geschwindigkeiten sehr schnell wenden. Sie trägt zwei Geschütze und zwei Luft-Luft-Raketen für die Abfangmission.
Zu den Varianten der einsitzigen Mirage 2000 zählen die 2000C1, ein konventionelles Bodenangriffsflugzeug, die 2000B, ein zweisitziger Trainer, das Aufklärungsmodell 2000R und die 2000N. Sie kann Nuklearwaffen tragen und hat Tiefflugfähigkeiten.
Am ersten Tag der NATO-Operation Deliberate Force (30. August 1995) schoss eine bosnisch-serbische Flugabwehrrakete eine Mirage 2000K südöstlich von Pale in Bosnien-Herzegowina ab. Die Piloten retteten sich mit ihren Schleudersitzen.
Technische Daten
- Typ: Abfangjäger/Luftüberlegenheitsjäger
- Antrieb: ein SNECMA M53-P2 Turbofan-Triebwerk mit 9700 kg Schub
- Flugleistung: Höchstgeschwindigkeit in großer Höhe Mach 2,2; Tieffluggeschwindigkeit: 1100 km/h; Dienstgipfelhöhe 18.300 m
- Abmessungen: Spannweite 9,0 m; Länge 14,36 m; Höhe 5,3 m; Flügelfläche 41 m²
- Masse: leer: 7636 kg; beladen: 11.760 kg
- Bewaffnung: zwei 30-mm-Geschütze DEFA 554 mit 125 rpg; zwei Matra Super 530D und zwei AAM-Luft-Luft-Raketen Matra R.550 Magic

Nutzer: Frankreich, Ägypten, Griechenland, Indien, Peru und Vereinigte Arabische Emirate

### Mirage 2000N

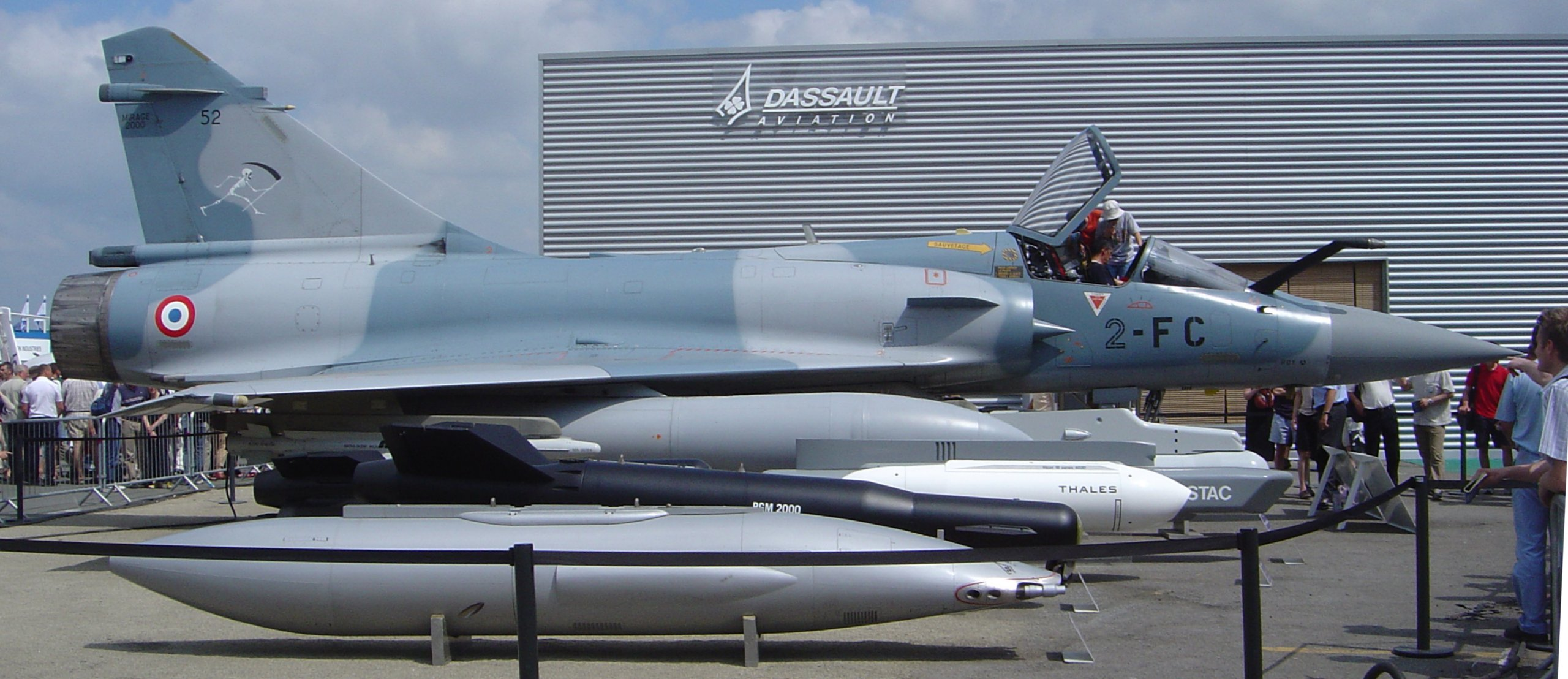
Mirage 2000 in Paris-Le Bourget, 2005

Eine weitere Anwendung des Dassault’schen Delta-Prinzips ist die Mirage 2000N, deren Hauptaufgabe in Tiefflug-Einsätzen besteht, und zwar sowohl mit einer Bandbreite konventioneller Waffen (Bomben, Splitterbomben oder Streubomben), wie auch mit taktischen Nuklearwaffen. In dieser letzten Rolle trägt eine 2000N eine der zwei bekannten luftgestützten Nuklearbomben Frankreichs, die CEA AN-52. Diese freifallende Bombe in konventioneller Form mit kreuzförmigen Heckflossen entfaltet eine Sprengkraft zwischen 14 und 18 Kilotonnen. Sie wäre bei einem nuklearen Angriffseinsatz an einer Station im Zentrum unter dem Rumpf aufgehängt. Die 2000N ist so konfiguriert, dass sie auch die Luft-Boden-Mittelstreckenraketen ASMP befördern kann.
Technische Daten
- Typ: zweisitziger nuklearer/konventioneller Jagdbomber
- Antrieb: ein Turbojet-Triebwerk SNECMA M53 mit 9000 kg Schub, mit Nachbrenner
- Flugleistung: Höchstgeschwindigkeit 2370 km/h; Dienstgipfelhöhe 18.300 m; Reichweite 1850 km
- Abmessungen: Spannweite 9 m; Länge 15,3 m; Höhe 5,15 m
- Masse: leer: 7636 kg; beladen: 11.761 kg
- Bewaffnung: 5000 kg an Stationen

Nutzer: Frankreich

### Mirage 4000

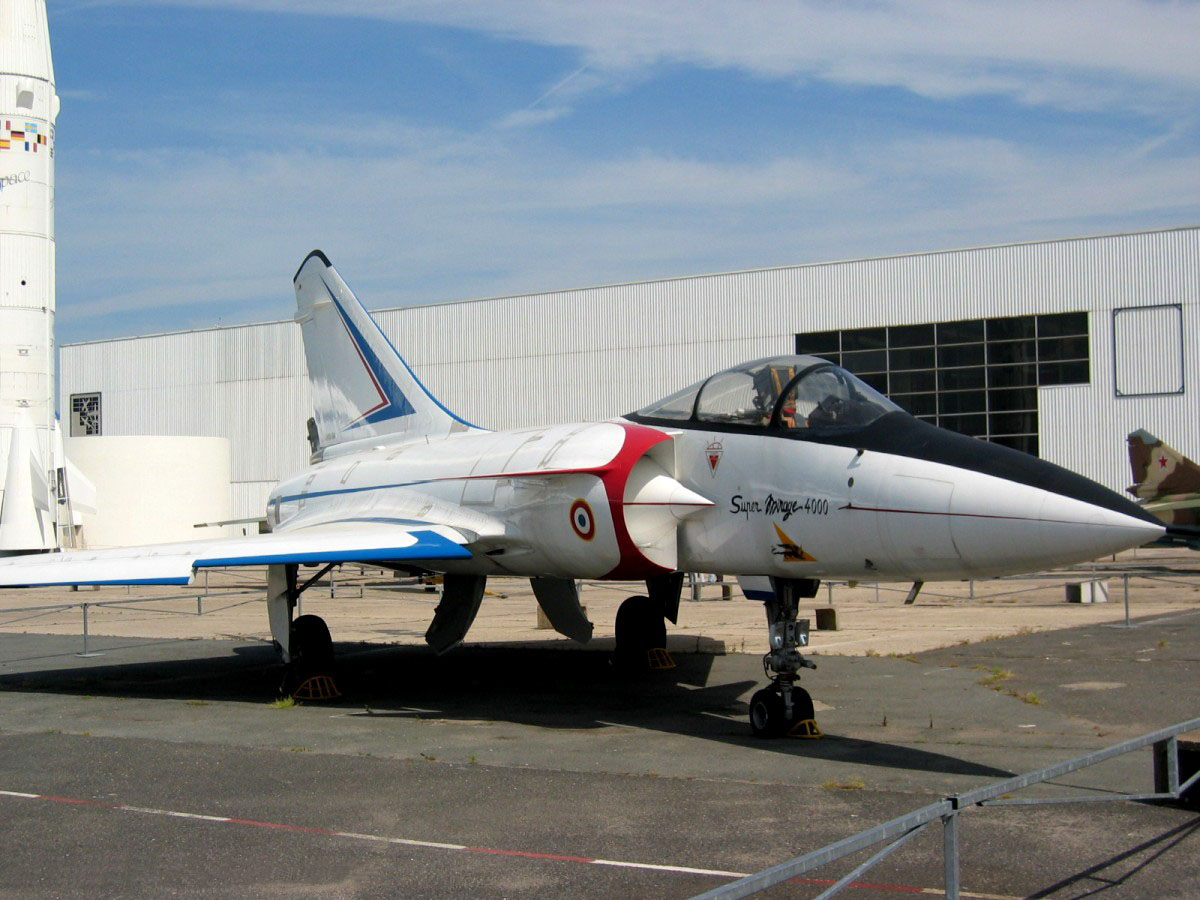
Die einzige je gebaute Mirage 4000 in Le Bourget

Die Mirage 4000 war ein von der Mirage 2000 abgeleiteter, von Saudi-Arabien finanzierter Prototyp. Der Jet war größer und schwerer als die Mirage 2000, vergleichbar mit der F-15 und wie diese mit zwei Triebwerken ausgestattet.
Der Jungfernflug fand 1979 statt. In den frühen 1980er-Jahren beendete Dassault das Programm, da Saudi-Arabien die F-15 als neues Flugzeug wählte und andere Abnehmer nicht zu finden waren. Einige Elemente flossen später in die Entwicklung der ebenfalls von Dassault hergestellten Rafale ein.
Der einzige Prototyp wird seit 1995 im Luft- und Raumfahrtmuseum in Le Bourget ausgestellt.
Technische Daten
- Typ: Prototyp
- Antrieb: zwei Turbojet-Triebwerke SNECMA M53 mit je 10.000 kg Schub
- Flugleistung: Höchstgeschwindigkeit 2333 km/h oder Mach 2,3 in großer Höhe; Dienstgipfelhöhe 20.000 m; Reichweite mit Zusatztanks und Aufklärungsbehälter 1850 km
- Abmessungen: Spannweite 12 m; Länge 18,7 m; Höhe 5,80 m; Tragflügelfläche 73 m²
- Masse: leer: 13.000 kg

## Zwischenfälle
Am 18. Juni 1971 zerschellte eine Mirage der französischen Luftwaffe am Fuße des Hochblauens in einem Waldstück bei Lipburg-Sehringen. Noch heute erinnern an der Absturzstelle eine Gravur im Fels und Trümmerteile an den verstorbenen Piloten.
Am 2. Mai 1975 stürzte eine Mirage 5 der belgischen Luftwaffe in den Stadtteil Oythe (Vechta). Der Pilot und neun weitere Menschen starben.
Am 31. Juli 1981 raste eine Mirage der belgischen Luftwaffe in 150 m Höhe in den 330 m hohen Sendeturm Dudelange und explodierte. Der Pilot kam ums Leben, ebenso zwei Bewohner eines Nebengebäudes der Anlage.
Am 27. Juni 1983 kollidierte über Biberach an der Riß eine französische Mirage IIIC mit einem Geschäftsreiseflugzeug des Herstellers Partenavia. Anschließend stürzte die Mirage auf ein Wohngebiet im Biberacher Stadtteil Birkendorf, unweit der Pharmafabrik Thomae. Acht Menschen starben, dreizehn wurden verletzt.
Am 1. Juni 1984 stürzte in Oberderdingen (Baden-Württemberg) eine führerlose Mirage in den Garten eines ortsansässigen Fabrikanten. Sie hatte sich offenbar mit stehendem Triebwerk im Gleitflug dem Wohngebiet Gänsberg genähert. Trümmerteile trafen das wenige Meter entfernte Wohnhaus; niemand wurde verletzt. Der Pilot rettete sich mittels Schleudersitz. 
Am 31. März 1988 stürzte eine französische Mirage F1-CR etwa zwei Kilometer entfernt vom Kernkraftwerk Isar (KKI) in ein Waldstück; der Pilot starb. Dieser Vorfall löste eine rege Debatte um die Sicherheit von Atomanlagen gegen solche Unfälle aus, nicht zuletzt da der Kühlturm des Kraftwerks trotz offiziellen Verbots anscheinend als „Wendemarke“ genutzt wurde und laut Zeugenaussagen zumindest die abgestürzte Maschine zuvor direkt über das Kraftwerksgelände geflogen war.
Am 7. Juni 1988 streifte eine Mirage 5 in der Nähe von Marienfeld im Kreis Warendorf eine Hochspannungsleitung. Der Pilot konnte sich mit dem Schleudersitz retten. Die Mirage legte anschließend führerlos fast 10 Kilometer zurück und landete anschließend annähernd unbeschädigt auf einem Feld.
Am 30. Mai 2005 stürzte in der Nähe von Neuburg an der Donau eine Mirage F-1 der spanischen Luftwaffe ab.
Am 20. Januar 2009 starben beim Absturz von zwei Kampfflugzeugen des Typs Mirage F-1 in Spanien drei Piloten.
Am 9. Januar 2019 stürzte bei dem Dorf Mignovillard nahe der französisch-schweizerischen Grenze eine Mirage 2000D ab.
Am 3. November 2022 stürzte eine unbewaffnete Mirage 5 km nördlich des Luftwaffenstützpunkts Luxeuil-les-Bains, Frankreich in einen Wald. Der Pilot rettete sich mit dem Schleudersitz und blieb unverletzt.